# Премія НАН України імені Л. В. Шубникова
Премія НАН України імені Льва Васильовича Шубникова — премія, встановлена НАН України за видатні наукові роботи в галузі експериментальної фізики.
Премію засновано 2001 року та названо на честь видатного радянського фізика в галузі фізики низьких температур Льва Васильовича Шубникова.
Починаючи з 2009 р. премію імені Л. В. Шубникова присуджує Відділення фізики і астрономії НАН України щотри роки.

## Лауреати премії
За 2004 - 2013 роки 9 науковців визначено лауреатами Премії НАН України імені Л.В. Шубникова.]

| Рік  | Премійовані роботи | Лауреати                      | Коротко про лауреата |
| ---- | --- | ----------------------------- | --- |
| 2003 | цикл робіт «Магнітопружні явища у шубниковській фазі надпровідників»                                                      | Єременко Віктор Валентинович  | академік НАН України, директор Фізико-технічного інституту низьких температур ім. Б. І. Вєркіна НАН України                                                |
| 2003 | цикл робіт «Магнітопружні явища у шубниковській фазі надпровідників»                                                      | Сіренко Валентина Анатоліївна | доктор фізико-математичних наук, провідний науковий співробітник Фізико-технічного інституту низьких температур ім. Б. І. Вєркіна НАН України              |
| 2003 | цикл робіт «Магнітопружні явища у шубниковській фазі надпровідників»                                                      | Філь Вячеслав Дмитрович       | доктор фізико-математичних наук, завідувач відділу Фізико-технічного інституту низьких температур ім. Б. І. Вєркіна НАН України                            |
| 2009 | серія наукових праць «Радіоспектроскопія молекул у міліметровому діапазоні довжин хвиль»                                  | Дюбко Станіслав Пилипович     | доктор фізико-математичних наук, професор Харківського національного університету ім. В. Н. Каразіна МОН України                                           |
| 2009 | серія наукових праць «Радіоспектроскопія молекул у міліметровому діапазоні довжин хвиль»                                  | Алексеєв Євген Анатолійович   | кандидат фізико-математичних наук, старший науковий співробітник Радіоастрономічного інституту НАН України                                                 |
| 2009 | серія наукових праць «Радіоспектроскопія молекул у міліметровому діапазоні довжин хвиль»                                  | Ілюшин Вадим Вадимович        | кандидат фізико-математичних наук, старший науковий співробітник Радіоастрономічного інституту НАН України                                                 |
| 2012 | цикл робіт «Новітні багатофункціональні магнітні матеріали: від макросистем до наноструктур; властивості та застосування» | Голуб Володимир Олегович      | доктор фізико-математичних наук, завідувачу лабораторії Інституту магнетизму НАН України та Міністерства освіти і науки, молоді та спорту України          |
| 2012 | цикл робіт «Новітні багатофункціональні магнітні матеріали: від макросистем до наноструктур; властивості та застосування» | Каказей Гліб Миколайович      | доктор фізико-математичних наук, провідний науковий співробітник Інституту магнетизму НАН України та Міністерства освіти і науки, молоді та спорту України |
| 2012 | цикл робіт «Новітні багатофункціональні магнітні матеріали: від макросистем до наноструктур; властивості та застосування» | Левченко Георгій Георгійович  | доктор фізико-математичних наук, завідувач відділу Донецького фізико-технічного інституту імені О. О. Галкіна НАН України                                  |
| 2015 | | Черпак Микола Тимофійович     | доктор фізико-математичних наук, головний науковий співробітник Інституту радіофізики та електроніки ім. О.Я.Усикова НАН України                           |
| 2015 | |                               | |
| 2015 | |                               | |
| 2018 | за виявлення властивостей, що притаманні магнонним кристалам, у шубниковській фазі новітніх напівпровідників              | Вовк Руслан Володимирович     | доктор фізико-математичних наук, декан Харківського національного університету імені В.Н. Каразіна                                                         |
| 2018 | за виявлення властивостей, що притаманні магнонним кристалам, у шубниковській фазі новітніх напівпровідників              | Кордюк Олександр Анатолійович | член-кореспондент НАН України, директор Державної наукової установи "Київський академічний університет"                                                    |
| 2018 | за виявлення властивостей, що притаманні магнонним кристалам, у шубниковській фазі новітніх напівпровідників              | Назиров Заріф Фятіхович       | кандидат фізико-математичних наук, проректор Харківського національного університету імені В.Н. Каразіна                                                   |